# Black Myth: Wukong
Black Myth: Wukong é um jogo de RPG de ação desenvolvido pela Game Science, baseado no romance chinês clássico do século 16, Journey to the West.
A jogabilidade foi descrita como semelhante à de jogos da série Souls e God of War (2018). O jogador controla O Predestinado, um macaco que estava em processo de treinamento para se tornar o sucessor de Sun Wukong (também conhecido como Rei Macaco), com habilidades para se transformar em insetos voadores ou um monstro gigante, para lutar contra uma variedade de inimigos. O jogo foi o primeiro a usar Unreal Engine 5, o motor de jogo mais avançado em computação gráfica em 3D.
Em 20 de agosto de 2020, a desenvolvedora publicou um vídeo de 13 minutos mostrando uma gameplay pré-alfa do jogo. Em um dia, o vídeo teve quase 2 milhões de visualizações no YouTube e 10 milhões de visualizações no bilibili.

## Recepção
Black Myth: Wukong foi lançado ao público no dia 20 de agosto de 2024, para as plataformas PlayStation 5 e Windows, tendo quebrado o recorde de game single player com o maior número de jogadores simultâneos ativos no Steam.
Mesmo com todo o sucesso alcançado após seu lançamento, sendo indicado a Jogo do Ano no The Game Awards 2024, o game ainda não pôde ser disponibilizado aos usuários do console Xbox, dadas as limitações técnicas dos desenvolvedores que ainda não são capazes de tirar todo o proveito do Series S. 
Vai ser necessário “alguns anos de experiência em otimização”, disse o CEO e produtor do jogo, Feng Ji.

## Finais do jogo
Para conseguir a reencarnação, o Destinado é obrigado a lutar contra o corpo de pedra de Sun Wukong, que não tem mente nem alma. Após a derrota do corpo de pedra de Wukong, existem dois finais:
Se o Destinado não cumpriu nenhum dos requisitos opcionais para os outros finais, ele não herda o legado de Sun Wukong. Ele é forçado a usar o mesmo anel que prendeu Sun Wukong à Corte Celestial e seu corpo permanece preso dentro da rocha à espera de um novo Destinado.

Se o Destinado derrotar Erlang Shen numa luta opcional contra um chefe antes da batalha final, herda as memórias de Sun Wukong e recusa-se a usar o anel, impedindo que seja preso à Corte Celestial.